# Памятник Хуршидбану Натаван (Баку)
Памятник Хуршидбану Натаван (азерб. Xurşidbanu Natəvanın heykəli) — памятник, посвящённый азербайджанской поэтессе  Хуршидбану Натаван, установленный в Баку, столице Азербайджана.  

## История
Памятник установлен в центре города, в историческом районе Ичери-шехер, на улице Азиза Алиева перед кинотеатром «Азербайджан» в 1960 году. Скульптором стал азербайджанский монументалист Омар Эльдаров. Архитекторы — Энвер Исмаилов и Фаина Леонтьева. По словам самого скульптора, это не памятник, а полуфигура в мраморе. Голову поэтессы покрывает азербайджанский национальный платок келагаи.
«Памятник легендарной азербайджанской поэтессе Хуршидбану Натаван был моей первой работой. Я ей уделил много внимания. Сильно переживал, каким же получится конечный результат, насколько правильным у меня получится передать образ этой исторической личности. В моем распоряжении было всего два снимка, которые я взял в архиве Музея азербайджанской литературы имени Низами Гянджеви. Примечательно, что на обеих фотографиях она запечатлена сидя. На одном из фото ее лицо прикрыто, на другом более открыто. Насколько мне известно, более поздний снимок был сделан после смерти супруга, когда она сильно переживала. Лицо, немного скорбящее с печалью, уже не очень красивое, но очень интересен взгляд поэтессы, устремленный куда-то вдаль, словно глаза спрашивают – что делать дальше, как жить, что теперь будет? Я смотрел на фотографии, и образ стал рождаться в моем сознании», — рассказывает Омар Эльдаров.

## См.также
- Список бакинской городской скульптуры
- Бюст Хуршидбану Натаван в Шуше

## Внешние ссылки
- Последняя принцесса Карабаха – Хуршидбану Натаван Архивная копия от 16 июня 2020 на Wayback Machine